# Protaphis elatior
Protaphis elatior är en insektsart. Protaphis elatior ingår i släktet Protaphis och familjen långrörsbladlöss. Inga underarter finns listade i Catalogue of Life.